# ㅏ
是朝鮮語諺文中的一个元音字母，在韩国的谚文字母表排序第15，被稱為。
该字母读音为次开央元音/ɐ/。
ㅏ在馬-賴轉寫和文观部式中均转写为a。
ㅏ在朝鲜语盲文中，被表记为。其摩尔斯电码为“・”。

## 字符编码
| 種類               | 用途 | Unicode | HTML     |
| ------------------ | ---- | ------- | -------- |
| 諺文相容字母       | ㅏ   | U+314F  | &#12623; |
| 諺文字母應用       |      | U+1161  | &#4449;  |
| 漢陽私人使用區應用 |      | U+F807  | &#63495; |
| 半形字母           | ￂ    | U+FFC2  | &#65474; |